# Ga Bắc Kinh
Ga Bắc Kinh (tiếng Trung: 北京站; bính âm: Běijīng Zhàn)  là nhà ga xe lửa chính ở trung tâm thủ đô Bắc Kinh, Cộng hòa Nhân dân Trung Hoa.

## Lịch sử
Để chào mừng kỷ niệm 10 năm thành lập Cộng hòa Nhân dân Trung Hoa, Ủy ban Trung ương Đảng Cộng sản Trung Quốc đã quyết định vào năm 1958 để lên kế hoạch và xây dựng 10 dự án quy mô lớn ở thủ đô Bắc Kinh, đó là Mười công trình lớn của Bắc Kinh để giới thiệu diện mạo mới của đất nước. Cuối tháng 10 năm 1958, việc thiết kế nhà ga mới đã được bắt đầu theo kế hoạch xây dựng thành phố Bắc Kinh vào đầu những năm 1950. Thiết kế nhà ga được thực hiện bởi Viện Thiết kế thứ ba của Bộ Đường sắt. Được tổ chức bởi các kiến trúc sư nổi tiếng Dương Đình Bảo và Trần Đăng Ngao, Viện Thiết kế Kiến trúc đầu tiên của Bộ Xây dựng và Công nghiệp và Đại học Đông Nam đã hợp tác để thực hiện thiết kế. Thiết kế của nhà ga rất nhanh chóng. Tất cả các kế hoạch thiết kế đã được hoàn thành trong mười ngày đầu tiên của năm, và kế hoạch thiết kế đã được chính quyền trung ương phê duyệt vào ngày 10 tháng 12. Chu Ân Lai, khi đó là Thủ tướng Quốc vụ viện Trung Quốc, cũng rất quan tâm đến việc thiết kế và xây dựng Nhà ga Đường sắt Bắc Kinh mới. Vị trí của tên ga và cách bố trí môi trường của phòng VIP đã từng được hỏi. Trong quá trình xác nhận kế hoạch thiết kế, Chu Ân Lai đề xuất rằng việc bổ sung một tháp pháo vào hai cánh của tòa nhà chính cũng được thông qua.

## Bên cạnh
Tổng công ty Đường sắt Trung Quốc
- Đường sắt Bắc Kinh - Thượng Hải
- Đường sắt Bắc Kinh - Cáp Nhĩ Tân

Tàu điện ngầm Bắc Kinh
- Tuyến số 2